# Torre del Trovador (Palacio de la Aljafería)

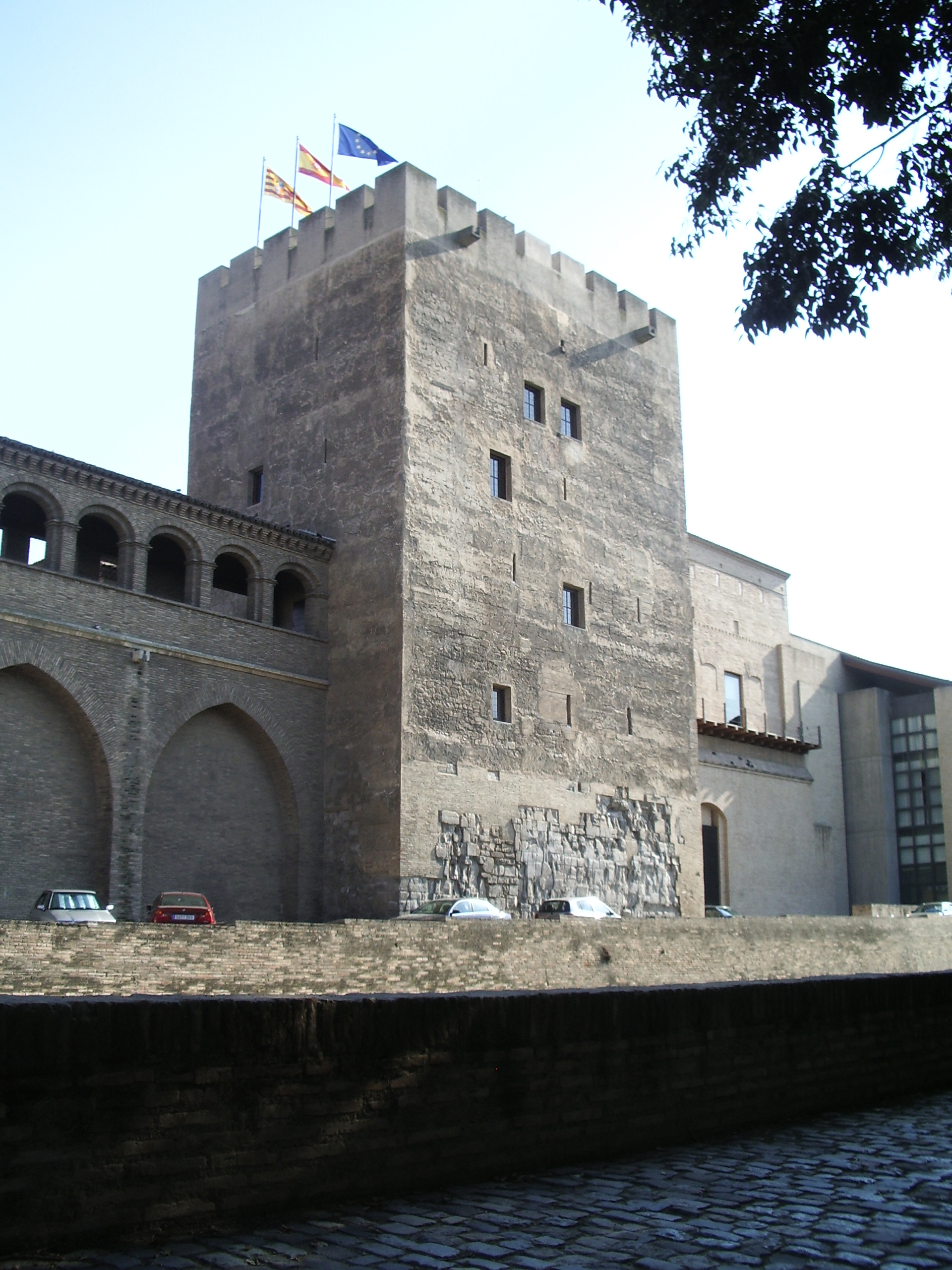
Torre del trovador de la Aljafería

La torre del Trovador es la parte más antigua del Palacio de la Aljafería, de Zaragoza, Aragón. Ha sido nombrada como del Trovador a partir de un drama de Antonio García Gutiérrez, que Giuseppe Verdi transformó en ópera en 1853.

## Historia
Es una torre defensiva, de planta cuadrangular y cinco pisos, construida hacia finales del siglo IX (según Bernabé Cabañero Subiza de la segunda mitad del siglo X). Se le ha identificado también con la torre de homenaje de los castillos feudales, como el Cantar de Roldán. Edificada con el alabastro, con el que los romanos construían sus murallas, este estilo es palpable en la escalera de acceso a y la puerta de ingreso a la torre.
Se comenzó a construir en el período de Muhammad Alanqar. La torre aún conserva vestigios de gruesos muros de aparejo de sillería, que han sido arrancados. Otros muros de hormigón simple y cal son más visibles conforme se asciende. Entre los siglos IX y X, bajo la Taifa de Zaragoza, era una torre vigía y baluarte defensivo, al tiempo que se le rodeó de un pozo. La dinastía Banu Hud integró la estructura al naciente palacio.
Tropas aragonesas, navarras y bearnesas bajo el mando de Alfonso I el Batallador conquistan Zaragoza en 1118 y comienza entonces la época cristiana para la Aljafería. La torre del Trovador se une al palacio del rey Pedro IV y se convierte en torre de homenaje.
Tras numerosas modificaciones a la estructura original se convirtió en calabozo de la Inquisición española en 1486, época que concuerda con la decadencia del palacio. Mantuvo esta condición hasta el siglo XIX, cuando Mariano Nougués Secall alarmó sobre el deplorable estado del castillo y se dio pie a una serie de restauraciones. Mientras se usaba como prisión, varios reos tallaron algunas muestras de un primitivo graffiti.

## Descripción

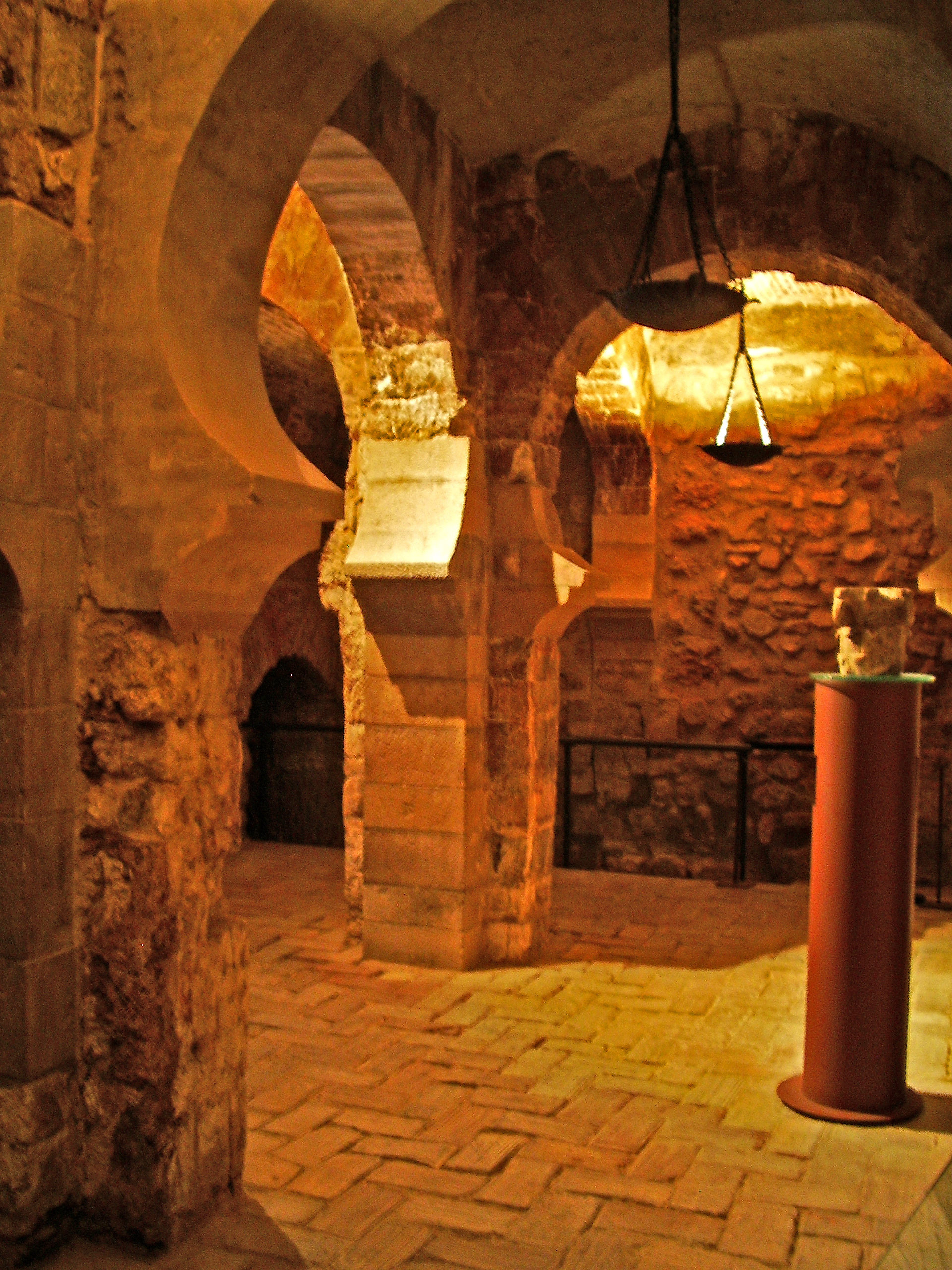
Primera planta. Se aprecian los arcos de herradura del.

La primera planta de la torre es un fiel reflejo de la arquitectura de la novena centuria, con dos naves y seis tramos divididos entre pilares cruciformes. Pueden hallarse los arcos de herradura rebajados. Aunque puede considerarse como sencillo, es una estructura equilibrada cuyo más inmediato precedente se encuentra en las mezquitas califales. Existe la posibilidad de que haya sido usado como baño.
El exterior de la torre no es un reflejo de los cinco pisos que posee internamente. A simple vista es sólo un simple prisma macizo apenas roto. El ingreso al interior se realizaba por medio de una pequeña puerta a la que sólo se llegaba a través de una escalera portátil. Al describir la arquitectura interior y exterior de la torre, puede llegarse a concluir que su función era militar a todas luces.

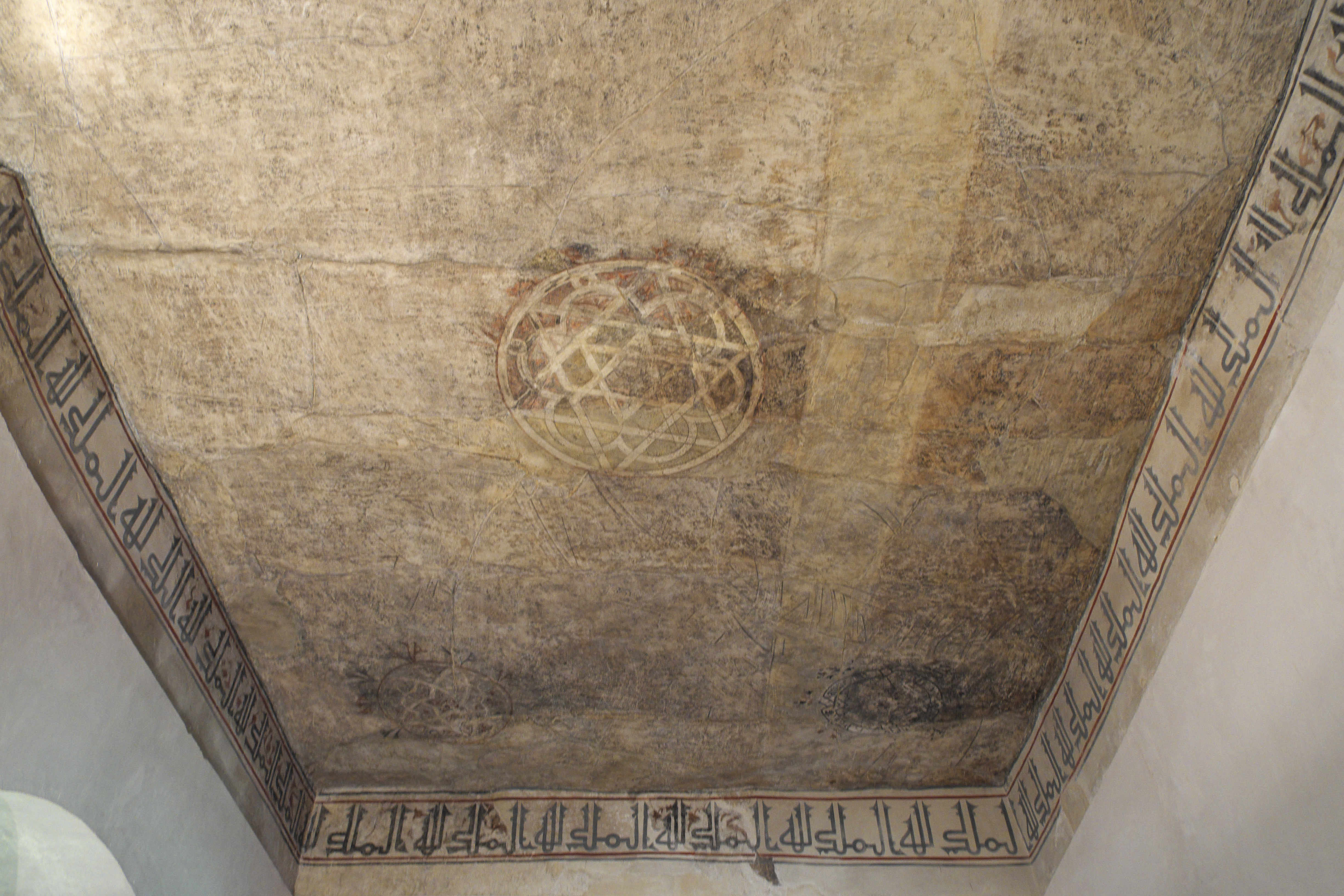
Motivos geométricos mudéjares pintados en el techo

La segunda planta tiene el mismo esquema que la anterior y no hay restos de que esté sobrepuesta a alguna antigua fábrica musulmana. Es habitual considerar que fue edificada en la época de Al-Muqtadir. En el tercer piso, que fue probablemente levantado en el siglo XI, ya aparecen algunos detalles mudéjares. 
Es altamente posible que las dos últimas plantas hayan sido edificadas bajo Pedro IV el Ceremonioso, de factura mudéjar. Al comunicarse mediante un corredor con el palacio real, obtenía funciones de torre del homenaje. Ya es posible apreciar la impronta cristiana en la torre, en especial en los techos y pilares.
La segunda planta repite el mismo esquema espacial de la anterior, y se observan restos de fábrica musulmana del siglo XI en los lienzos de ladrillo, lo que indica que ya la segunda planta fue reconstruida posiblemente a la vez que el palacio en época de Al-Muqtadir. En el piso tercero, cuya estructura también sería del s. XI, con arcos también de herradura, aparecen pintados en el techo motivos geométricos mudéjares donde se pueden leer los nombres de Eneas, Amor y Venus, y que datan, posiblemente, del siglo XIV. Algo similar ocurre con el aspecto de las dos últimas plantas, de factura mudéjar, y cuya construcción se debería a la edificación del palacio de Pedro IV anexo, que está comunicado con la torre del trovador gracias a un corredor, y se configuraría así como torre del homenaje. Los arcos de estas plantas ya reflejan su estructura cristiana, pues son arcos ligeramente apuntados, y soportan techumbres no abovedadas, sino estructuras planas en madera.